# Antonio Benarrivo
Antonio Benarrivo, född 21 augusti 1968, är en italiensk före detta professionell fotbollsspelare som spelade ytterback för fotbollsklubbarna Brindisi, Padova och Parma mellan 1986 och 2004. Han vann två Uefacuper (1994–1995 och 1998–1999), två Coppa Italia (1991–1992 och 1998–1999), en Cupvinnarcup (1992–1993), en Europeisk supercup (1993) och en Supercoppa italiana (1999), samtliga med Parma. Benarrivo spelade också 23 landslagsmatcher för det italienska fotbollslandslaget mellan 1993 och 1997, där höjdpunkten var att få ett silver i världsmästerskapet i fotboll 1994.